# パフィアン
数学、特に線型代数において、パフィアン(ぱふぃあん、英: Pfaffian)もしくはパッフィアンとは、偶数次の交代行列に対して定義される斉次多項式で、行列式の平方根に相当する。一般的には行列式の平方根は根号を使って書き表す必要があるが、偶数次の交代行列の場合は行列の要素の多項式で平方根を書き表すことができることが知られており、これがパフィアンに相当する。
なお奇数次の歪対称行列の場合は行列式は常に 0 になることが知られている。よって奇数次の場合には「行列式の平方根」も 0 になる。

表現論や組合せ論において応用されるほか、数理物理においては、可積分系の方程式のソリトン解の表示や可解格子の一種であるダイマー模型の分配関数の計算等に応用される。パフィアンという語は、その性質を研究したイギリスの数学者アーサー・ケイリーによって名づけられたものであり、最初にパフィアンを導入したドイツの数学者J. F. パフに因むものである。

## 定義

### 一般的定義
2n 次の交代行列 A = (aij)1≤i,j≤2n (aij = −aji) に対し、
{\displaystyle \operatorname {Pf} (A)=\textstyle \sum \limits _{\sigma \in F_{2n}}\operatorname {sgn}(\sigma )a_{\sigma (1)\sigma (2)}a_{\sigma (3)\sigma (4)}\cdots a_{\sigma (2n-1)\sigma (2n)}}
で定義される n 次の斉次多項式 Pf(A) を n 次のパフィアンと呼ぶ。ただし、F2n は 2n 次の対称群 S2n の部分集合で、
{\displaystyle F_{2n}=\{\sigma \in S_{2n}|\,\sigma (2i-1)<\sigma (2i)\quad (1\leq i\leq n),\,\sigma (1)<\sigma (3)\cdots <\sigma (2n-1)\}}
を満たすものとして定義される。現れる項の重複を許すならば、
{\displaystyle {\begin{aligned}\operatorname {Pf} (A)&={\frac {1}{2^{n}n!}}\textstyle \sum \limits _{\sigma \in S_{2n}}\operatorname {sgn}(\sigma )a_{\sigma (1)\sigma (2)}a_{\sigma (3)\sigma (4)}\cdots a_{\sigma (2n-1)\sigma (2n)}\\&={\frac {1}{n!}}\textstyle \sum \limits _{\sigma \in F_{2n}'}\operatorname {sgn}(\sigma )a_{\sigma (1)\sigma (2)}a_{\sigma (3)\sigma (4)}\cdots a_{\sigma (2n-1)\sigma (2n)}\end{aligned}}}
という表示も可能である。ただし
{\displaystyle F_{2n}'=\{\sigma \in S_{2n}|\,\sigma (2i-1)<\sigma (2i)\quad (i=1,\cdots ,n)\}}
である。

### 外積代数による導入
ベクトル空間 V の基底 e1, e2, …, e2n を用い、外積代数 Λ(V) における2形式
{\displaystyle \omega =\textstyle \sum \limits _{i<j}a_{ij}e_{i}\wedge e_{j}\quad (a_{ij}=-a_{ji})}
を定義すると、その n 乗の外積は
{\displaystyle \wedge ^{\,n}\omega =\omega \wedge \omega \wedge \cdots \wedge \omega ={\frac {1}{n!}}\operatorname {Pf} (A)e_{1}\wedge e_{2}\wedge \cdots \wedge e_{2n}}
であり、自然な形でパフィアンが現れる。

### 記法
パフィアンを表す記法としては、Pf(A) のほかに、行と列の区別を排した
{\displaystyle \operatorname {Pf} (a_{1},a_{2},\cdots ,a_{2n}),\,\,\,\operatorname {Pf} (1,2,\cdots ,2n)\quad (\operatorname {Pf} (a_{i},a_{j})=a_{ij})}
といった記法がある。また、スコットランドの数学者トーマス・ミューアによって導入された行列式の記法 |A| において右上半分だけ表示する、
{\displaystyle \left.{\begin{matrix}|a_{12}&a_{13}&\cdots &a_{12n}\\&a_{23}&\cdots &a_{22n}\\&&\ddots &\vdots \\&&&a_{2n-12n}\end{matrix}}\right|}
も用いられる。

## 例
便宜上、F2n の元である置換 σ を順列 (σ(1), …, σ(2n)) の形で表すこととする。
n = 1 の場合
n = 1 のときの F2 の元は (1, 2) だけであり、その符号 sgn(σ) は +1 であるから、
{\displaystyle \operatorname {Pf} (A)=a_{12}}
となる。
n = 2 の場合
n = 2 の場合は、F4 の元は (1, 2, 3, 4), (1, 3, 2, 4), (1, 4, 2, 3) であり、それぞれの符号 sgn(σ) は +1, −1, +1 であるから、
{\displaystyle \operatorname {Pf} (A)=a_{12}a_{34}-a_{13}a_{24}+a_{14}a_{23}}
となる。

## 性質

### 基本的な性質
最も基本的な性質は、交代行列 A に対して、その行列式との間に成り立つ関係式
{\displaystyle \operatorname {det} (A)=(\operatorname {Pf} (A))^{2}}
である。また、2n次交代行列 A, 2n次正方行列 B に対して、
{\displaystyle \operatorname {Pf} ({}^{t}\!BAB)=\operatorname {det} (B)\operatorname {Pf} (A)}
が成り立つ。
また、n次正方行列 B について、
{\displaystyle \operatorname {Pf} {\begin{pmatrix}0&B\\-{}^{t}\!B&0\end{pmatrix}}=(-1)^{\frac {n(n-1)}{2}}\det B}.
が成り立つ。

### 展開公式
2n次交代行列 A に対し、A から i, j 行、i, j 列を取り除いた 2(n − 2)次交代行列を A(i, j) と表すと
{\displaystyle {\begin{aligned}\operatorname {Pf} (A)&=\textstyle \sum \limits _{j=1}^{2n}(-1)^{i+j+1}a_{ij}\operatorname {Pf} (A^{(ij)})\\&=\textstyle \sum \limits _{j=1}^{2n}(-1)^{i+j+1}\operatorname {Pf} (a_{i},a_{j})\operatorname {Pf} (a_{1},\cdots ,{\hat {a_{i}}},\cdots ,{\hat {a_{j}}},\cdots ,a_{2n})\end{aligned}}}
が成り立つ。ただし、2行目において、ˆ は、その成分を取り除くことを意味する。これは行列式における余因子展開に相当する。